# Triplicate
| 전문가 평가      | 전문가 평가 |
| 총 점수          | 총 점수     |
| 출처             | 점수        |
| ---------------- | ----------- |
| AnyDecentMusic?  | 7.6/10      |
| 메타크리틱       | 80/100      |
| 평가 점수        |             |
| 출처             | 점수        |
| AllMusic         | [ 3 ]       |
| Drowned in Sound | 8/10        |
| Exclaim!         | 8/10        |
| The Guardian     | [ 6 ]       |
| The Irish Times  | [ 7 ]       |
| Now              | [ 8 ]       |
| Pitchfork        | 6.5/10      |
| Rolling Stone    | [ 10 ]      |
| Slant Magazine   | [ 11 ]      |
| The Times        | [ 12 ]      |

《Triplicate》는 2017년 3월 31일에 컬럼비아 레코드가 발매한 밥 딜런의 서른여덟 번째 스튜디오 음반이다.
딜런의 이전 두 장의 스튜디오 음반처럼, 《Triplicate》는 그의 투어 밴드와 함께 라이브로 녹음된 미국 고전 노래 커버를 오버더빙 없이 특징으로 하고 있다. 이 음반은 딜런의 첫 번째 3디스크 음반으로, 3개의 디스크에 걸쳐 30곡이 수록되어 있으며, 각각 주제별로 배열된 10곡 순서에 따라 개별 제목과 발표되었다.
음반에 수록된 〈I Could Have Told You〉, 〈My One and Only Love〉, 〈Stardust〉 등 세 곡이 디지털 싱글로 발매되었으며, 첫 곡만 홍보용 CD 형식으로 발매되었다. 세 사람 모두 바이닐 레코드 플레이어로 연주되는 노래가 담긴 영상이 곁들여졌다.
이전의 두 장의 미국 팝 표준 음반과 마찬가지로, 《Triplicate》는 광범위한 비평가들의 찬사를 받았다. 제60회 그래미 어워드 최우수 전통 팝 보컬 음반 부문 후보에 올랐다. 호평에도 불구하고, 그것은 빌보드 200에서 37위, 영국 음반 차트에서 17위로 정점을 찍었다.

## 배경
2015년 《Shadows in the Night》와 2016년 《Fallen Angels》에 이어 3년 만에 3번째로 그레이트 아메리칸 송북의 "표준"으로 구성됐다. 딜런에 따르면, 처음 두 음반은 "사진의 일부분일 뿐"이었고, 그는 이 음악을 더 자세히 탐구할 필요가 있다고 느꼈다고 한다. 비록 이 곡들이 두 장의 CD에 들어갈 수 있었지만, 딜런은 자신의 이전 음반들 중 일부가 "과부하"되어 바이닐 레코드에 눌렀을 때 "얇게" 오디오 음질이 나온다고 믿었기 때문에 각 디스크는 32분 밖에 되지 않기를 원했다. 세 개의 디스크는 주제별로 나뉘어 있었고, "한 디스크는 다음 디스크를 예시하고 있다"고 했다.
이 곡들은 딜런의 투어 밴드인 캐피틀 스튜디오에서 오버덥을 사용하지 않고 녹음되었다. 딜런에 따르면, 이 곡들은 서면 편곡에 따라 "조밀하게" 연주되었으며, 녹음 세션 동안 사실상 즉흥적인 연주도 없었다고 한다.

## 발매 및 홍보
이 음반은 2017년 1월 30일 〈I Could Have Hold You〉와 2월 17일 〈My One and Only Love〉 그리고 3월 10일 〈Stardust〉의 세 싱글 발매가 선행되었다. 〈I Could Have Told You〉도 홍보용 CD로 발매된 반면, 나머지 싱글은 디지털로만 발매되었다. 이 세 곡 모두 유튜브에 게시된 동영상에서 바이닐 레코드 플레이어에 재생되고 있는 트랙이 표면 소음이 완연했다.
이 음반은 3월 31일 CD, 비닐, 디럭스 바이닐, 디지털 포맷으로 발매되었다. 디럭스 바이닐은 개별 번호가 매겨져 있으며, 스윙 포켓이 있는 하드 바운드로 되어 있다.

## 상업적 성과
《Triplicate》는 빌보드 200에서 37위로 정점을 찍었고, 2주 동안만 차트화하다가 떨어졌다. 그것은 또한 영국 음반 차트에서 17위에 올라 2주 동안 차트에 올랐다.

## 곡 목록
| #   | 제목                                    | 작사·작곡                            | 재생 시간 |
| --- | --------------------------------------- | ------------------------------------ | --------- |
| 1.  | 〈I Guess I'll Have to Change My Plan〉 | 아서 슈워츠, 하워드 디츠             | 2:27      |
| 2.  | 〈September of My Years〉               | 지미 반 휴센, 새미 칸                | 3:25      |
| 3.  | 〈I Could Have Told You〉               | 칼 시그먼, 반 휴센                   | 3:37      |
| 4.  | 〈Once Upon a Time〉                    | 찰스 스트라우스, 리 애덤스           | 3:37      |
| 5.  | 〈Stormy Weather〉                      | 해럴드 알렌, 테드 쾰러               | 3:05      |
| 6.  | 〈This Nearly Was Mine〉                | 리처드 로저스, 오스카 해머스타인 2세 | 2:48      |
| 7.  | 〈That Old Feeling〉                    | 새미 페인, 루 브라운                 | 3:38      |
| 8.  | 〈It Gets Lonely Early〉                | 반 휴센, 칸                          | 3:10      |
| 9.  | 〈My One and Only Love〉                | 가이 우드, 로버트 멜린               | 3:21      |
| 10. | 〈Trade Winds〉                         | 클리프 프렌드, 찰스 토바이어스       | 2:40      |

| #   | 제목                          | 작사·작곡                         | 재생 시간 |
| --- | ----------------------------- | --------------------------------- | --------- |
| 1.  | 〈Braggin'〉                  | 지미 셜, 로버트 마코, 헨리 캣츠먼 | 2:44      |
| 2.  | 〈As Time Goes By〉           | 허먼 허펠트                       | 3:22      |
| 3.  | 〈Imagination〉               | 반 휴센, 조니 버크                | 2:34      |
| 4.  | 〈How Deep Is the Ocean?〉    | 어빙 벌린                         | 3:23      |
| 5.  | 〈P.S. I Love You〉           | 고든 젠킨스, 조니 머서            | 4:17      |
| 6.  | 〈The Best Is Yet to Come〉   | 사이 콜먼, 캐롤린 리              | 2:57      |
| 7.  | 〈But Beautiful〉             | 반 휴센, 버크                     | 3:22      |
| 8.  | 〈Here's That Rainy Day〉     | 반 휴센, 버크                     | 3:27      |
| 9.  | 〈Where Is the One?〉         | 알렉 와일더, 에드윈 핀켈          | 3:14      |
| 10. | 〈There's a Flaw in My Flue〉 | 반 휴센, 버크                     | 2:47      |

| #   | 제목                                   | 작사·작곡                            | 재생 시간 |
| --- | -------------------------------------- | ------------------------------------ | --------- |
| 1.  | 〈Day In, Day Out〉                    | 루브 블룸, 머서                      | 3:01      |
| 2.  | 〈I Couldn't Sleep a Wink Last Night〉 | 해럴드 애덤슨, 지미 맥휴             | 3:15      |
| 3.  | 〈Sentimental Journey〉                | 레스 브라운, 벤 호머, 버드 그린      | 3:11      |
| 4.  | 〈Somewhere Along the Way〉            | 반 휴센, 새미 갤롭                   | 3:18      |
| 5.  | 〈When the World Was Young〉           | 필리프 제라드, 앙겔레 바니에르, 머서 | 3:47      |
| 6.  | 〈These Foolish Things〉               | 에릭 매슈비츠, 잭 스트레이치         | 4:11      |
| 7.  | 〈You Go to My Head〉                  | 존 프레더릭 코츠, 헤이븐 길레스피    | 3:06      |
| 8.  | 〈Stardust〉                           | 호기 카마이클, 미첼 패리시           | 2:30      |
| 9.  | 〈It's Funny to Everyone But Me〉      | 잭 로런스                            | 2:38      |
| 10. | 〈Why Was I Born?〉                    | 제롬 컨, 해머스타인 2세              | 2:50      |